# Bless the Child
Bless the Child е името на втория сингъл от албума Century Child на финландската метъл група Nightwish. Записите са осъществени заедно със симфоничния оркестър на град Йоенсу.

## Песни

### Във версия наSpinefarm
1. Bless the Child (edit)
2. Bless the Child (original)
3. Lagoon – неиздавана песен

### Във версия наDrakkar
1. Bless The Child
2. Lagoon
3. The Wayfarer

### Версия наминикомпактдискв ограничен тираж
1. Bless The Child
2. The Wayfarer
3. Come Cover Me (live)
4. Dead Boy's Poem (live)
5. Once Upon A Troubadour
6. A Return To The Sea
7. Sleepwalker (heavy version)
8. Nightquest